# 2008年臺灣燈會
2008年臺灣燈會是2008年（農曆戊子年，生肖鼠）在臺灣臺南縣舉辦的第18屆臺灣燈會，展覽時間為2008年2月21日至2008年3月2日，於善化鎮與新市鄉的南科特定區Ｌ、Ｍ區以及Solar City陽光電城預定地舉辦。
2008年臺灣燈會為臺南縣第一次舉辦，若以縣市合併後來計算則為臺南市第三次獲得舉辦權。本年度燈會展期共11天，統計約有六百七十萬人次入園賞燈。

## 緣起
2007年8月6日，時任台南縣長蘇煥智出示行政院的函文，表示經由評選後，行政院正式核定2008年台灣燈會由台南縣主辦。主展場初步規劃在南科園區行政中心及迎曦湖，面積分別為十一公頃及二十公頃，將在元宵節當天啟燈。

## 籌備與營運事紀
2007年9月4日，縣府表示原本主展場規劃在南科行政中心及迎曦湖，但有廠商反應，擔憂屆時湧入的車潮和人潮造成交通壅塞等問題，因此評估後將舉辦地點更改至原先規劃的南科特定區Ｌ＆Ｍ區及Solar City新市鎮。
2007年9月19日，變更後的燈會舉辦地獲得觀光局同意，至此確定本屆燈會將在南科園區旁的南科特定區Ｌ、Ｍ區塊，以及Solar City陽光電城新市鎮舉辦。
2007年11月8日，縣府宣布，將配合2008台灣燈會辦理全國花燈競賽，活動區分為國小幼稚園組、國中組、高中職組、大專社會組、南科及產業園區組等5組，報名時間為2007年12月3日至12月31日止，預定收件時間則為2008年2月18日起至2月19日止。
2007年12月18日，由時任交通部次長何煖軒率領的台灣燈會指導委員會，偕同台南縣長蘇煥智、縣觀光旅遊局等主辦單位，至南科特定區陽光電城的燈會預定地召開指導委員會議，並就近實施場地現勘及套裝景點勘查。
2008年1月21日，交通部觀光局於臺北圓山大飯店公布2008台灣燈會的主燈造型，以新年的生肖鼠為設計主軸，由台灣的本土特有種「台灣刺鼠 (COXINGA，俗名國姓鼠)」捧著金元寶向天祈福，命名為「禮鼠獻瑞」；小提燈名為「活力鼠」，採用環保材質，發揮傳統文化立體紙雕特色，具有立體感，穿著現代感的運動服和運動鞋，象徵活力健康的台灣形象；腿部設計成漩渦狀的風火輪，代表台灣努力向前衝，造型兼具現代與傳統。同時時任觀光局長賴瑟珍也表示，燈會佔地約七十公頃，為歷年最大的場地，且DISCOVERY頻道主動聯繫將於台灣燈會期間來台採訪，是臺灣燈會推向國際的絕佳機會。
2008年1月25日，主燈於下午舉行安座典禮，由交通部觀光局長賴瑟珍、台南縣副縣長顏純左、中華電信南區分公司副總經理謝繼茂、台灣觀光協會秘書長汝洪海等人共同主祭，祈求燈會順利平安，且為燈會各項籌備工作揭開序幕。
2008年2月4日，縣府發表「2008台灣燈會在南瀛」的宣傳歌曲，縣府表示為因應台灣燈會舉辦，特別委請文學家白聆、張見宇為2008台灣燈會創作一首宣傳歌曲，歌詞內容採用台語「燈光」韻目，把台灣與南瀛的描述融入歌詞內，曲風以南部人的好客與熱情為發想，表現出台南縣歡迎各地來賓的熱烈心情。

## 主燈
禮鼠獻瑞

### 介紹
以台灣本土特有生物種「台灣刺鼠COXINGA—國姓鼠」為造型原始設計概念，以「禮鼠拱而立」為造型，其佇立於大地草丘，祈福向天，安和祥瑞，獻上象徵富貴吉祥之元寶；禮鼠尾部會隨主燈自轉作機械擺動，更增主燈之生動活潑。首度與光電科技大廠技術合作，採用LCD顯示幕所運用之高科技光學擴散模，配合主燈之毛流造型流線美感，呈現前所未見之全像片表現方式。主燈總高度達18.3公尺（主燈主體高度約14公尺，八卦基座高度約4.3公尺），總重達26公噸，造價新台幣1290萬元。原南元農場認養後欲將安置在青青草原上，但發現跟周遭景物不協調，後來決定暫拆解存放於倉庫中，待後續再另行規劃。

### 開燈六步驟
1. 南瀛生異卉
2. 綠野布春暉
3. 龍虎風雲會
4. 榮華自葳蕤
5. 鄉邦現祥瑞
6. 元夜燈月輝

## 副燈
- 九鯉化龍
- 百鳥朝鳳
- 天降瑞麟
- 馱重致遠

## 燈區規劃
開燈台
祈福燈林
光環境
迎賓燈區
傳統燈區
歡樂燈區
競賽燈區
創意燈區
台南藝術燈區
宗教祈福燈區
花海建築展
美食街